# جری سیکسانا
جری سیکسانا (انگلیسی: Jerry Sikhosana؛ زادهٔ ۸ ژوئن ۱۹۶۹) یک بازیکن فوتبال اهل آفریقای جنوبی است.
وی همچنین در تیم ملی فوتبال آفریقای جنوبی بازی کرده‌است.